# Ада (жена Ламеха)
А́да (др.-евр. עָדָה‬ — «украшение») — библейское лицо Ветхого завета.
По книге Бытия, первая жена Ламеха, потомка Каина; мать Иавала и Иувала (Быт. 4:19—21).
Согласно Книге Яшера (Праведного):
- дочь Каинана (сына Аноша (Еноха), сына Шета (Сифа)), сестра Циллы[3];
- жена Ламека (Ламеха), сына Матушлаха (Мафусала), сына Хенока (Еноха), потомка Шета (Сифа)[4].

## История
Впервые Ада упоминается в Быт. 4:19 в качестве одной из двух женщин, которых Ламех, потомок Каина, взял себе в жены. После этого у неё родились два сына: Иавал, который «был отец живущих в шатрах со стадами», и Иувал, который был отцом всех играющих на гуслях и свирели. Через некоторое время, по неизвестной причине, Ламех начинает излагать своим женам речь: «Ада и Цилла! послушайте голоса моего; жены Ламеховы! внимайте словам моим: я убил мужа в язву мне и отрока в рану мне; если за Каина отмстится всемеро, то за Ламеха в семьдесят раз всемеро» (Быт. 4:23). На этом история Ады из Библии заканчивается.